# Robert Joseph Bandoni
Robert Joseph Bandoni (ur. 11 listopada 1926 w Weeks w stanie Nevada, zm. 5 maja 2009 w Vancouver) – kanadyjski mykolog, który specjalizował się w taksonomii i morfologii Heterobasidiomycetes.

## Życiorys
Był dzieckiem włoskich emigrantów, którzy zamieszkali w USA. Po ukończeniu szkoły średniej w Hawthorne w stanie Nevada kontynuował naukę na University of Nevada w Reno. W 1956 r. uzyskał tytuł Master of Science na University of Iowa, w 1957 r. tytuł doktora. Obronił rozprawę doktorską pt. „Badania taksonomiczne rodzaju Tremella (Tremellales)”. Po krótkich stażach podoktorskich i wykładach w Illinois Natural History Survey i Wichita State University, w 1958 dołączył do Wydziału Botaniki na Uniwersytecie Kolumbii Brytyjskiej (UBC) w 1958 r., gdzie pracował aż do przejścia na emeryturę w 1989 r. Po przejściu na emeryturę pozostał aktywny jako emerytowany profesor na UBC.
Utrzymywał stały kontakt z prof. Keisuke Tubaki z Uniwersytetu Tsukuba w Japonii i był przez wiele lat honorowym członkiem Mycological Society of Japan. W 1994 r. zorganizował V Międzynarodowy Kongres Mykologiczny na terenie kampusu University of British Columbia w Vancouver.

## Praca naukowa
Bandoni opublikował ponad 80 prac badawczych, a także kilka rozdziałów książek, głównie na temat taksonomii i morfologii grzybów Heterobasidiomycetes. Kilka prac opublikował wspólnie z niemieckim mykologiem prof. Franzem Oberwinklerem. Publikacje te ukazały się w Canadian Journal of Botany and Mycologia. Dr Bandoni opublikował również artykuł przeglądowy w Transactions of the Mycological Society of Japan. Prace te stały się podstawą współczesnej taksonomii tej grupy grzybów. Wspólnie z dr. Koske w czasopiśmie Science opublikował artykuł, w którym wyjaśniono, w jaki sposób małe zarodniki mogą nawet przemieszczać się w górę na monowarstwie wody na powierzchni liścia. Wniósł również znaczący wkład do sekcji grzybów w kilku doskonałych podręcznikach botaniki napisanych ze swoimi kolegami z University of British Columbia. Był zapalonym przyrodnikiem, aktywnym członkiem i jednym z liderów Vancouver Mycological Society. Przez wiele lat dwa wydania jego przewodnika terenowego były najpopularniejszymi i najbardziej wiarygodnymi przewodnikami terenowymi po grzybach z tego regionu.
W naukowych nazwach utworzonych przez niego taksonów dodawane jest jego nazwisko Bandoni.